# カササギ属
カササギ属（カササギぞく、Pica）は、カラス科の鳥で、新世界にも旧世界にも生息する。長い尾を持ち、体色は主に黒で白い模様が入っている。ある種の生息範囲はヨーロッパからアジア、またある種は北アメリカ全体、またカリフォルニア州に限定される種もいる。アジアのカササギに近い種だと考えられてきたが、近年の研究(Ericson et al., 2005)で、ユーラシア大陸のカラスに近いことが明らかとなった。
キバシカササギ (P. nuttalli) とアメリカカササギ (P. hudsonia) は近縁種ではあるものの、一般的に別種として認識されているが、近年の研究 (Lee et al., 2003) によって、カササギ属の分類に疑問が呈されており、別種ではない可能性もある。しかしもしそうだとしても、少なくとも韓国産のカササギ (Pica (pica) sericea) は別種と見なすべきだとも考えられている。

## 種
- カササギ, Pica pica
- キバシカササギ, Pica nuttalli
- アメリカカササギ, Pica hudsonia
- カササギ（韓国）, Pica (pica) sericea

また化石種Pica moureraeがマヨルカ島の鮮新世と更新世の境界で発見されている。